# Boubakary Soumaré
Boubakary Soumaré, né le 27 février 1999 à Noisy-le-Sec (France), est un footballeur français qui évolue au poste de milieu de terrain au Leicester City.

## Biographie

### En club

#### Formation à Paris (2006-2017)
Boubakary Soumaré suit sa formation dans les clubs parisiens, le Paris FC puis le Paris SG. Ses qualités de milieu box-to-box lui permettent d'être surclassé, il débute en réserve à 17 ans. Souvent comparé à Paul Pogba, ses performances attirent la convoitise de grands clubs européens comme Arsenal ou la Juventus. Le Paris SG lui propose un contrat professionnel mais le joueur préfère refuser, bien qu'il soit supporter de son club formateur.

#### Lille OSC (2017-2021)
Le 12 juillet 2017, il rejoint le Lille OSC où il signe jusqu'en 2020. Il fait ses débuts professionnels le 25 octobre 2017 à l'occasion des 16e de finale de la Coupe de la Ligue face au Valenciennes FC. Il remplace Yassine Benzia à la 79e minute avant de rater son penalty lors de la séance de tirs au but. Ses débuts en Ligue 1 ont lieu le 5 novembre 2017 sur la pelouse du FC Metz. Le 13 décembre 2017, il est titulaire pour la première fois lors des 8e de finale de la Coupe de la Ligue face à Nice. Il marque son premier but en Ligue 1 le 5 mai 2019 lors du déplacement du LOSC à Lyon (2-2).
Lors de la saison 2018-2019, il joue très peu en début de saison avant de profiter de la blessure de Xeka pour enchaîner les titularisations au milieu.
Il prend le premier carton rouge de la saison du LOSC Lille le 17 août 2019 sur la pelouse de l'Amiens SC (2e journée, défaite 1-0).

#### Leicester (depuis 2021)
Le 2 juillet 2021, il rejoint le Leicester FC pour un montant de 20 millions d’euros. Il signe un contrat de cinq ans avec le club de Premier League.

### En sélection nationale
En juillet 2018, il est sélectionné avec la France pour disputer l'Euro des moins de 19 ans qui se déroule en Finlande. Il est titulaire lors des premier et troisième matchs face à l'Ukraine et l'Angleterre et il entre en jeu lors du deuxième match face à la Turquie.
En mai 2019, il est sélectionné avec les -20 ans pour disputer la Coupe du monde se déroulant en Pologne.

## Statistiques
| Saison                | Club                  | Championnat           | Championnat | Championnat | Coupe nationale | Coupe nationale | Coupe de la Ligue | Coupe de la Ligue | Supercoupe | Supercoupe | Compétition(s) continentale(s) | Compétition(s) continentale(s) | Compétition(s) continentale(s) | Total | Total |
| Saison                | Club                  | Division              | M.          | B.          | M.              | B.              | M.                | B.                | M.         | B.         | Comp.                          | M.                             | B.                             | M.    | B.    |
| 2017-2018             | LOSC Lille            | Ligue 1               | 14          | 0           | 1               | 0               | 2                 | 0                 | -          | -          | -                              | -                              | -                              | 17    | 0     |
| 2018-2019             | LOSC Lille            | Ligue 1               | 17          | 1           | 3               | 0               | 1                 | 0                 | -          | -          | -                              | -                              | -                              | 21    | 1     |
| 2019-2020             | LOSC Lille            | Ligue 1               | 20          | 0           | 2               | 0               | 2                 | 0                 | -          | -          | C1                             | 6                              | 0                              | 30    | 0     |
| 2020-2021             | LOSC Lille            | Ligue 1               | 32          | 0           | 3               | 0               | -                 | -                 | -          | -          | C3                             | 8                              | 0                              | 43    | 0     |
| Sous-total            | Sous-total            | Sous-total            | 83          | 1           | 9               | 0               | 5                 | 0                 | 1          | 0          | -                              | 14                             | 0                              | 112   | 1     |
| 2021-2022             | Leicester City FC     | Premier League        | 19          | 0           | -               | -               | 2                 | 0                 | 1          | 0          | C3+C4                          | 6+2                            | 0+0                            | 30    | 0     |
| 2022-2023             | Leicester City FC     | Premier League        | 25          | 0           | 1               | 0               | 2                 | 0                 | -          | -          | -                              | -                              | -                              | 28    | 0     |
| 2024-2025             | Leicester City FC     | Premier League        | 24          | 0           | 2               | 0               | 2                 | 0                 | -          | -          | -                              | -                              | -                              | 28    | 0     |
| Sous-total            | Sous-total            | Sous-total            | 68          | 0           | 3               | 0               | 6                 | 0                 | 1          | 0          | -                              | 8                              | 0                              | 86    | 0     |
| 2023-2024             | Séville FC (prêt)     | Liga                  | 28          | 0           | 2               | 0               | -                 | -                 | -          | -          | C1                             | 4                              | 0                              | 34    | 0     |
| Total sur la carrière | Total sur la carrière | Total sur la carrière | 179         | 1           | 13              | 0               | 11                | 0                 | 1          | 0          | -                              | 26                             | 0                              | 230   | 1     |

## Palmarès
LOSC Lille
- Championnat de France
  - Vainqueur : 2021

 Leicester City
- Community Shield
  - Vainqueur  : 2021